# 山口定
山口 定（やまぐち やすし、1934年1月2日 - 2013年11月17日）は、日本の政治学者。大阪市立大学・立命館大学名誉教授、法学博士。専門は、戦間期ドイツを中心としたヨーロッパ政治史。

## 来歴・人物
鹿児島県鹿児島市生まれ、出身。1952年鹿児島県立甲南高等学校卒業。1956年東京大学法学部政治学科卒業。1958年立命館大学大学院法学研究科修士課程修了。法学博士（大阪市立大学）。立命館大学法学部、大阪市立大学法学部、立命館大学政策科学部（1994年-1996年の間学部長）で教授。日本政治学会理事長（1990年-1992年）。
2013年11月17日に多臓器不全のため死去（79歳没）。父はドイツ語ドイツ文学者の山口龍夫（第七高等学校造士館、鹿児島大学文理学部、立命館大学法学部、経営学部各教授）。

## 著作
- 『アドルフ・ヒトラー――第三帝国への序曲』（三一書房, 1962年）
  - 増補改題『ヒトラーの抬頭――ワイマール・デモクラシーの悲劇』（朝日新聞社［朝日文庫］, 1991年）
- 『現代ファシズム論の諸潮流』（有斐閣, 1976年）
- 『ナチ・エリート――第三帝国の権力構造』（中央公論社［中公新書］, 1976年）
- 『ファシズム――その比較研究のために』（有斐閣選書, 1979年）、オンデマンド版2002年
  - 増補改題『ファシズム』（岩波書店［岩波現代文庫］, 2006年）
- 『現代ヨーロッパ政治史』（福村出版（上・下）, 1982-83年）
- 『現代ヨーロッパ史の視点――今日の日本を考えるために』（大阪書籍・朝日カルチャーブックス, 1983年、新版1988年）
- 『現代ヨーロッパ政治史』（放送大学教育振興会, 1985年）
- 『政治体制』（東京大学出版会, 1989年）
- 『市民社会論――歴史的遺産と新展開』（有斐閣, 2004年）

### 共著
- （柴田光蔵・矢野暢・青木保・安藤仁介・上山春平）『いま、国家を問う』（大阪書籍, 1984年）
- （中木康夫・河合秀和）『現代西ヨーロッパ政治史』（有斐閣, 1990年）
- （松村赳・西川正雄）『地域からの世界史14 西ヨーロッパ 下』（朝日新聞社 , 1993年）
- （粟屋憲太郎・田中宏・三島憲一・広渡清吾・望田幸男）『戦争責任・戦後責任――日本とドイツはどう違うか』（朝日選書, 1994年）

### 共編著
- （犬童一男・馬場康雄・高橋進）『戦後デモクラシーの成立』（岩波書店, 1988年）
- （犬童一男・馬場康雄・高橋進）『戦後デモクラシーの安定』（岩波書店, 1989年）
- （犬童一男・馬場康雄・高橋進）『戦後デモクラシーの変容』（岩波書店, 1991年）
- （宝田善・進藤榮一・住沢博紀）『市民自立の政治戦略――これからの日本をどう考えるか』（朝日新聞社, 1992年）
- （R・ルプレヒト）『歴史とアイデンティティ――日本とドイツにとっての1945年』（思文閣出版, 1993年）
- （高橋進）『ヨーロッパ新右翼』（朝日新聞社, 1998年）
- （柴田弘文）『争点・課題から学ぶ政策科学へのアプローチ――日本を考えるキーコンセプト』（ミネルヴァ書房, 1999年）
- （神野直彦）『2025年日本の構想』（岩波書店, 2000年）
- （佐藤春吉・中島茂樹・小関素明）『新しい公共性――そのフロンティア』（有斐閣, 2003年）
- （中島茂樹・松葉正文・小関素明）『現代国家と市民社会――21世紀の公共性を求めて』（ミネルヴァ書房, 2005年）

### 訳書
- K・D・ブラッハー『ドイツの独裁　ナチズムの生成・構造・帰結』全2巻（高橋進共訳、岩波書店, 1975年/岩波モダンクラシックス, 2009年）
- H・U・ヴェーラー『近代化理論と歴史学』（未來社, 1977年）
- ジョン・ウィーラー＝ベネット『権力のネメシス――国防軍とヒトラー』（みすず書房, 1984年）
- Ph・C・シュミッター, G・レームブルッフ編『現代コーポラティズム（1）団体統合主義の政治とその理論』（木鐸社, 1984年）
- Ph・C・シュミッター, G・レームブルッフ編『現代コーポラティズム（2）先進諸国の比較分析』（木鐸社, 1986年）